# Distretto di Vellore
Il distretto di Vellore è un distretto del Tamil Nadu, in India, di 3 482 970 abitanti. Il suo capoluogo è Vellore.